# Szolyvai gyűjtőtábor
A szolyvai gyűjtőtábor a Szovjetunió által, a kárpátaljai magyar és német férfiak számára létrehozott, gyűjtő- és koncentrációs tábor volt, a második világháború végén. A táborba, féléves fennállása alatt, körülbelül 40 000 civilt hurcoltak kényszermunkára. Közülük körülbelül 20-25 000 ember életét veszítette.

## A tábor története
A Vörös hadsereg 1944 októberének végére foglalta el Kárpátalját. November 12-én a 4. Ukrán front katonai tanácsa 0036-os számú határozatában a katonaköteles magyar és német férfiak letartóztatását rendelte el. A határozat értelmében a nagyobb települések katonai parancsnokainak november 14. és 16. között nyilvántartást kellett készíteniük minden katonáról, aki a magyar vagy német hadseregben szolgált, az összes 18 és 50 év közötti magyar férfiról, valamint a magyar rendőrség és csendőrség alkalmazottairól.

## Emlékezete
A tábor egyik temetőjének területén 1994 novemberében avatták fel az áldozatoknak emléket állító Szolyvai Emlékparkot.